# ساوار

از چپ به راست: جات، دکامرید، هپتامرید، ده هپتامرید، و هزار هپتامرید (برابر یک دهه)

ساوار (فرانسوی: savart‎) یک واحد اندازه‌گیری لگاریتمی برای فاصله‌های موسیقی است. یک ساوار برابر یک هزارم یک دهه است؛ یک دهه، فاصله‌ای است که در آن نسبت بسامد دو نت برابر ۱۰:۱ است و در نظام کوک خالص این دقیقاً مساوی با یک فاصلهٔ بیست و چهارم بزرگ است، یعنی سه اکتاو به اضافهٔ یک سوم بزرگ خالص.
از آنجا که ساوار با تکیه بر نظام کوک خالص طراحی شده بوده و این نظام کوک در حال حاضر به نفع اعتدال مساوی کنار گذاشته شده‌است، استفاده از ساوار هم در متون موسیقی جدید منسوخ شده‌است و به جای آن از «سِنت» برای اندازه‌گیری فواصل استفاده می‌شود. هر ساوار تقریباً معادل ۳٫۹۸۶۳ سنت است.

## تعریف
یک ساوار برابر است با یک هزارم لگاریتم نسبت بسامد یک دهه. اگر نسبت بسامد دو نت به صورت کسر {\displaystyle {\frac {f_{1}}{f_{2}}}} نمایش داده شود، در آن صورت اندازهٔ فاصلهٔ بین این دو نت بر حسب ساوار چنین محاسبه می‌شود: {\displaystyle \mathrm {s} =1000\times log_{10}{\frac {f_{1}}{f_{2}}}}. با قرار دادن نسبت بسامد ۱۰:۱ (نسبت بسامد دهه) در این فرمول، هزار ساوار به دست می‌آید: {\displaystyle s=1000\times log_{10}{\frac {10}{1}}=1000\times 1=1000}. به همین ترتیب، اندازهٔ هر اکتاو بر حسب ساوار چنین محاسبه می‌شود: {\displaystyle s=1000\times log_{10}{\frac {2}{1}}\approx 1000\times 0.30103=301.03} که سووو با توجه به این که ۳۰۱ برابر حاصلضرب ۷ در ۴۳ است پیشنهاد کرد که این عدد به ۳۰۱ گرد شود.
به‌طور قرینه، نسبت بسامد دو نت را نیز می‌توان با داشتن فاصله‌شان بر حسب ساوار چنین محاسبه نمود: {\displaystyle {\frac {f_{1}}{f_{2}}}=10^{\frac {\mathrm {s} }{1000}}}
ساوار معمولاً با حرف سیگما (σ) نمایش داده می‌شود. برای مثال، فاصلهٔ یک پرده‌ای بین نت دو و ر در کوک فیثاغورثی دارای نسبت ۹:۸ است و لذا تقریباً برابر ۵۱ ساوار است که به صورت 51σ نمایش می‌یابد.
همانند سنت، ساوار نیز یک واحدی لگاریتمی است، و از همین رو اندازهٔ فاصله‌ها به ساوار را می‌توان با هم جمع کرد، تا نسبت بسامد مجموع این فواصل را (که همان حاصل‌ضرب نسبت بسامد هر یک از آن‌ها است) به دست آورد.

## تاریخچه
نام ساوار اشاره به فلیکس ساوار فیزیک‌دان و پزشک فرانسوی (‎۱۷۹۱-۱۸۴۱) دارد که طرفدار یک فاصلهٔ مشابه بود که پیش از او توسط یک صوت‌شناس فرانسوی با نام ژوزف سووو (‎۱۶۵۳-۱۷۱۶) مطرح شده بود. مطابق پیشنهاد ساوار، هر اکتاو به ۴۳ مِرید و هر مرید به هفت هِپتامرید تقسیم می‌شد که در نتیجهٔ آن هر اکتاو شامل ۳۰۱ هپتامرید می‌شد. این تقسیم‌بندی از این جهت جذاب بود که لگاریتم ۲ در پایهٔ ۱۰ نیز تقریباً برابر با ۰٫۳۰۱ است و لذا تعداد هپتامریدها در هر فاصله تقریباً برابر بود با لگاریتم نسبت بسامد آن فاصله بر پایهٔ ۱۰، ضربدر هزار. تغییر نام این واحد به ساوار در قرن بیستم رخ داد. یکی از نقاط ضعف این تعریف ساوار آن بود که در اعتدال مساوی، تعداد ساوارها در هر نیم‌پرده یک عدد صحیح نبود. به همین دلیل، الکساندر وود تعریف ساوار را تغییر داد به شکلی که هر اکتاو معادل ۳۰۰ ساوار تلقی شود، تا هر نیم‌پرده دقیقاً برابر با ۲۵ ساوار باشد.
آگوستوس دمورگان واحد موسیقایی مرتبط دیگری به نام اتم معرفی کرد که بعداً نامش به جات (انگلیسی: jot، به معنی سرِ سوزن) تغییر داده شد. تعریف جات نیز مانند ساوار با استفاده از لگاریتم ۱۰ برپایهٔ ۲ است، اما هر اکتاو شامل ۳۰۱۰۳ جات تعریف می‌شود که به خاطر داشتن ارقام بیشتر، تخمین دقیق‌تری از فواصل را به دست می‌دهد. تغییر نام این واحد به جات توسط جان کورون (موسیقی‌دان انگلیسی، ‎۱۸۱۶-۱۸۸۰) و به پیشنهاد هرمان فون هلمهولتز انجام شد. با گسترش اعتدال مساوی، سِنت تبدیل به واحد متداول اندازه‌گیری فاصلهٔ موسیقی شده و استفاده از ساوار منسوخ شد. 

### ریشه‌های تاریخی
استفاده از لگاریتم برای محاسبهٔ فواصل موسیقی، ابداع ساوار یا سووو نیست و پیش از آن‌ها نیز مطرح شده بوده‌است. به عقیدهٔ مهدی برکشلی، پس از کشف مفهوم لگاریتم توسط خوارزمی، فارابی از آن برای تبیین واحد فاصلهٔ موسیقی استفاده کرد؛ فاصله‌ای که او طرح کرده بود یک واحد لگاریتمی بود که هر اکتاو را به ۱۴۴ قسمت مساوی تقسیم می‌کرد و توسط برکشلی به آن یک «فاراب» نام داده شده‌است.

## مقایسه با دیگر واحدهای فاصله موسیقی
هر ساوار تقریباً معادل ۳٫۹۸۶۳ سنت است و گاهی به‌طور تقریبی برابر ۴ سنت در نظر گرفته می‌شود. اختلاف صدای در حد یک ساوار برای گوش شنوندگان غیرقابل تشخیص دانسته می‌شود. تحقیقات دیگر هم حداقل فاصله‌ای که انسان می‌تواند تشخیص بدهد را حدود ۵ تا ۶ سنت تعیین کرده‌اند.
در سمت چپ، فرمول‌هایی برای تبدیل فاصله‌ها از ساوار به سنت یا میلی‌اکتاو و بر عکس آمده‌است. جدول زیر رابطهٔ برخی فواصل مختلف موسیقی که با ساوار مرتبط هستند را نشان می‌دهد.
| نام      | تعداد در هر اکتاو | سنت         | رابطه با دیگر فواصل                                  | فاصله                                  | نسبت بسامد | نمونهٔ صوتی |
| -------- | ----------------- | ----------- | ---------------------------------------------------- | -------------------------------------- | ---------- | ---------- |
| دهه      | ۰٫۳۰۱۰۳۰          | ۳۹۸۶٫۳۱۳۷۱۴ | ۱۰۰۰ هپتامرید                                        | {\displaystyle 10^{\frac {1}{1}}}      | ۱۰:۱       | بشنوید ⓘ   |
| مرید     | ۴۳٫۰۰۴۲۸۵         | ۲۷٫۹۰۴۱۹۶   | ۷ هپتامرید                                           | {\displaystyle 10^{\frac {7}{1000}}}   | ۱٫۰۱۶۲۴۹:۱ | بشنوید ⓘ   |
| هپتامرید | ۳۰۱٫۰۲۹۹۹۶        | ۳٫۹۸۶۳۱۴    | یک هزارم دهه، یک هفتم مرید، , ۱۰ دکامرید، یا ۱۰۰ جات | {\displaystyle 10^{\frac {1}{1000}}}   | ۱٫۰۰۲۳۰۵:۱ | بشنوید ⓘ   |
| دکامرید  | ۳۰۱۰٫۲۹۹۹۵۷:۱     | ۰٫۳۹۸۶۳۱    | یک دهم هپتامرید                                      | {\displaystyle 10^{\frac {1}{10000}}}  | ۱٫۰۰۰۲۳۰:۱ | بشنوید ⓘ   |
| جات      | ۳۰۱۰۲٫۹۹۹۵۶۷      | ۰٫۰۳۹۸۶۳    | یک صدم هپتامرید                                      | {\displaystyle 10^{\frac {1}{100000}}} | ۱٫۰۰۰۰۲۳:۱ | بشنوید ⓘ   |